# کندومیسین
کندومیسین (به انگلیسی: Kendomycin) با فرمول شیمیایی C۲۹H۴۲O۶ یک ترکیب شیمیایی با شناسه پاب‌کم ۵۴۷۲۰۹۳ است. که جرم مولی آن ۴۸۶٫۶۴ g/mol می‌باشد. شکل ظاهری این ترکیب، پودر زرد است.